# Supergranulation
La supergranulation est un modèle particulier de cellules de convection qui se forment à la surface du Soleil appelées « supergranules » découvertes dans les années 1950 par A. B. Hart (d) en utilisant l'effet Doppler.

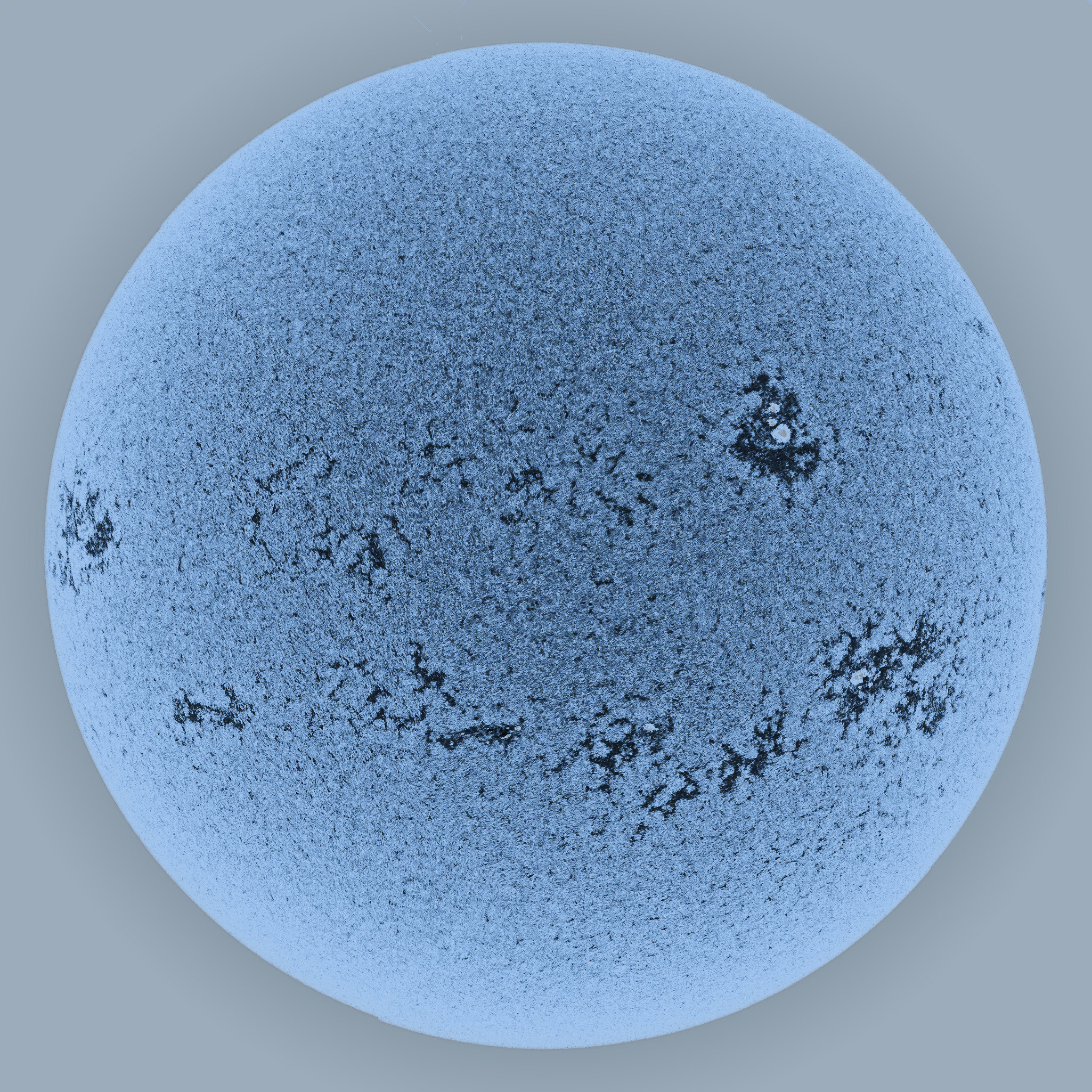
Cellules de supergranulation.

Celles-ci ont un diamètre d'environ 30 000 km et une durée de vie moyenne de 24 heures. Bien que la présence de granules dans la photosphère solaire soit un phénomène bien documenté, il persiste encore bon nombre de questions quant à la nature, voire l'existence d'un phénomène de « super » granulation. Certains auteurs[Qui ?] suggèrent qu'il existerait trois échelles différentes de granulation : la granulation (150 à 2 000 km), la mésogranulation (5 000 à 10 000 km) et la supergranulation (supérieure à 20 000 km).